# Officielt sprog
Et officielt sprog er et sprog som beskrives som sådan i landes, delstaters eller andre områders forfatninger eller love. De officielle sprog anvendes i landets offentlige administration og er de sprog som love, domme og myndighedsbeslutninger affattes på. Ordet nationalsprog kan anvendes med samme betydning, for eksempel i Finlands grundlov og sproglov.

## Officielle sprog
- EU: Bulgarsk, dansk, engelsk, estisk, finsk, fransk, græsk, irsk, italiensk, lettisk, litauisk, maltesisk, nederlandsk, polsk, portugisisk, rumænsk, slovakisk, slovensk, spansk, svensk, tjekkisk, tysk og ungarsk.[1] (se også: EU's officielle sprog)
- Finland: Finsk og svensk (på nær Åland, som kun har svensk).
- FN: Arabisk, engelsk, fransk, kinesisk, russisk og spansk.
- Indien: Hindi, bengali, telugu, marathi, tamil, urdu, gujarati, malayalam, kannada, oriya, punjabi, assamese, kashmiri, sindhi og sanskrit.
- Norge: Bokmål og nynorsk (ikke to sprog, men to sprogformer).
- Schweiz: Tysk, fransk, italiensk og rætoromansk.
- Storbritannien har intet officielt sprog, selv om engelsk i praksis fungerer som et sådant. Derimod findes fem officielle landsdelssprog eller minoritetssprog: kymrisk (som er et officielt sprog i Wales), skotsk gælisk (som er et officielt sprog i Skotland siden 2004), skotsk, irsk og kornisk.
- Sverige har intet officielt sprog, selv om svensk i praksis fungerer som et sådant. Derimod er der fem officielle minoritetssprog, finsk, tornedalsfinsk (meänkieli), samisk (sáme-giella), jiddisch og romani ćhib, som man har ret til at anvende ved kontakt med offentlige myndigheder.

## Ekstern henvisning
- Officiel hjemmeside – European Charter for Regional or Minority Languages Arkiveret 23. april 2020 hos  Wayback Machine

1. ↑  "EUROPA – Announcement: The address you requested is obsolete". Arkiveret fra originalen 13. februar 2006. Hentet 7. september 2010.